# Laurent Lafitte
Laurent Lafitte, född 22 augusti 1973 i Fresnes, Val-de-Marne, är en fransk skådespelare.
Lafitte har bland annat medverkat i filmerna Elle och Asterix – Gudarnas hemvist. Han har även medverkat i TV-serienTapie där han spelar titelkaraktären Bernard Tapie.

## Filmografi (i urval)
- 2010 – Små vita lögner
- 2012 – Birdsong (TV-serie)
- 2014 – Asterix – Gudarnas hemvist
- 2016 – Elle
- 2023 – Tapie (TV-serie)
- 2025 – Asterix & Obelix: Tvekampen (TV-serie)